# Saint-Cyr-du-Bailleul
 Saint-Cyr-du-Bailleul  es una población y comuna francesa, situada en la región de Baja Normandía, departamento de Mancha, en el distrito de Avranches y cantón de Barenton.

## Demografía
| 858 | 699 | 660 | 625 | 490 | 444 |
| Para los censos de 1962 a 1999 la población legal corresponde a la población sin duplicidades (Fuente: INSEE [Consultar]) |     |     |     |     |     |